# گمینا چخوویتس-ججتسه
گمینا چخوویتس-ججتسه (به لهستانی:  Gmina Czechowice-Dziedzice) یک گمینا در لهستان است که در شهرستان بیلسکو واقع شده‌است. گمینا چخوویتس-ججتسه ۶۶٫۲۸ کیلومتر مربع مساحت و ۴۳٬۲۴۸ نفر جمعیت دارد.